# دختر شهر کوچک (فیلم ۱۹۳۶)
دختر شهر کوچک (انگلیسی: Small Town Girl) فیلمی در ژانر کمدی رمانتیک به کارگردانی ویلیام ولمن و رابرت زی. لنرد است که در سال ۱۹۳۶ منتشر شد.

## بازیگران
- جنت گینور
- رابرت تیلور
- جیمز استوارت
- بینی بارنز
- لوئیس استون
- اندی دیواین
- ادگار کندی
- الیزابت پترسون
- ایسابل جول
- نلا واکر
- کلیفتون یانگ
- چارلز سی. ویلسون